# Lad os tage pulsen på DSB
Lad os tage pulsen på DSB er en dansk dokumentarfilm instrueret af Jess Ingerslev.

## Handling
Denne artikel mangler et handlingsreferat. Hjælp os med at skrive det.

## Medvirkende
- Jesper Klein